# David Langheinrich
David Langheinrich (* 17. September 1978 in Syrau; † 29. April 2006 in Gospersgrün bei Zwickau) war ein deutscher Rallyefahrer.

## Karriere
David Langheinrich begann seine Laufbahn 1997 mit einem Trabant 601 in der sogenannten AvD-Trabant-Trophäe. Bereits im ersten Jahr gelang ihm der Gesamtsieg der Jugendwertung. 2001 erfolgte der Wechsel auf einen Trabant 1.1 (Spitzname: „der Grüne“). Durch seine spektakuläre Fahrweise und seine Treue zum Trabant war Langheinrich nicht nur im Osten Deutschlands einer der beim Publikum beliebtesten nationalen Rallyefahrer. In 2004 errang er mit Beifahrer Thomas Auerbach bei der Vogtland Rallye mit ihren ungefähr 13 Jahre alten Trabant sogar die Gesamtbestzeit auf den dritten Prüfung und deklassierte dabei leistungsstärkere und allradgetriebene Fahrzeuge der Konkurrenz. Davids Vater, Uwe Langheinrich, ist der Organisationsleiter der 25. Vogtland Rallye mit Wertungsprüfungen rund um Plauen.

## Unglück
Am 29. April 2006 verunglückte David Langheinrich bei der 40. AvD-Sachsen Rallye in der Nähe von Zwickau tödlich, als sein Trabant der Gruppe H bei einem Unfall am Ende der zweiten Wertungsprüfung mit dem Dach gegen einen Baum schleuderte. Er wurde 27 Jahre alt. Mit ihm starb sein Copilot Oliver Bleich, der erst im Jahr 2005 ins Team gekommen war. Er wurde 28 Jahre alt.